# Nototheniops tchizh
Nototheniops tchizh is een straalvinnige vissensoort uit de familie van de ijskabeljauwen (Nototheniidae). De wetenschappelijke naam van de soort is voor het eerst geldig gepubliceerd in 1976 door Balushkin.